# Горные стрелки

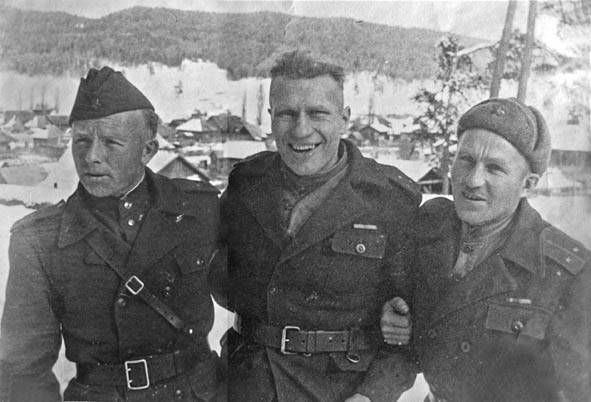
Горные стрелки Евгений Абалаков, Юрий Одноблюдов и Николай Гусак во время работы в Военной школе альпинизма и горных лыж (Бакуриани, 1943 год)

Го́рные стрелки́, также го́рные егеря́ (нем. Gebirgsjäger), альпи́йские стрелки́ (фр. итал. Alpini)) — специализированные формирования (части, соединения) сухопутных войск, подготовленные для ведения боевых действий в горной местности.
Горнострелковые формирования появились в армиях нескольких государств, имеющих на своей территории горные районы, почти одновременно, в начале XX века. Одними из первых стран, активно развивавших свои горнострелковые части были Австро-Венгрия и Италия.
В Германии первые горные части были сформированы в Баварии в 1915 году из числа знакомых с горами уроженцев Баварии и Вюртемберга.
Во время Первой мировой войны, летом 1918 года, горные стрелки приняли участие в одном из самых высокогорных сражений в истории — битве при Сан-Маттео в итальянском регионе Трентино, на высоте 3678 м над уровнем моря.
Перед Второй мировой войной активно развивали горнострелковые части нацистская Германия (в частности, после аншлюса Австрии в 1938 году из числа австрийских горных стрелков были сформированы две немецкие дивизии) и фашистская Италия. Также горнострелковые части были сформированы в СССР и ряде других стран.

Тактический знак НАТО для обозначения горнострелковых формирований на карте

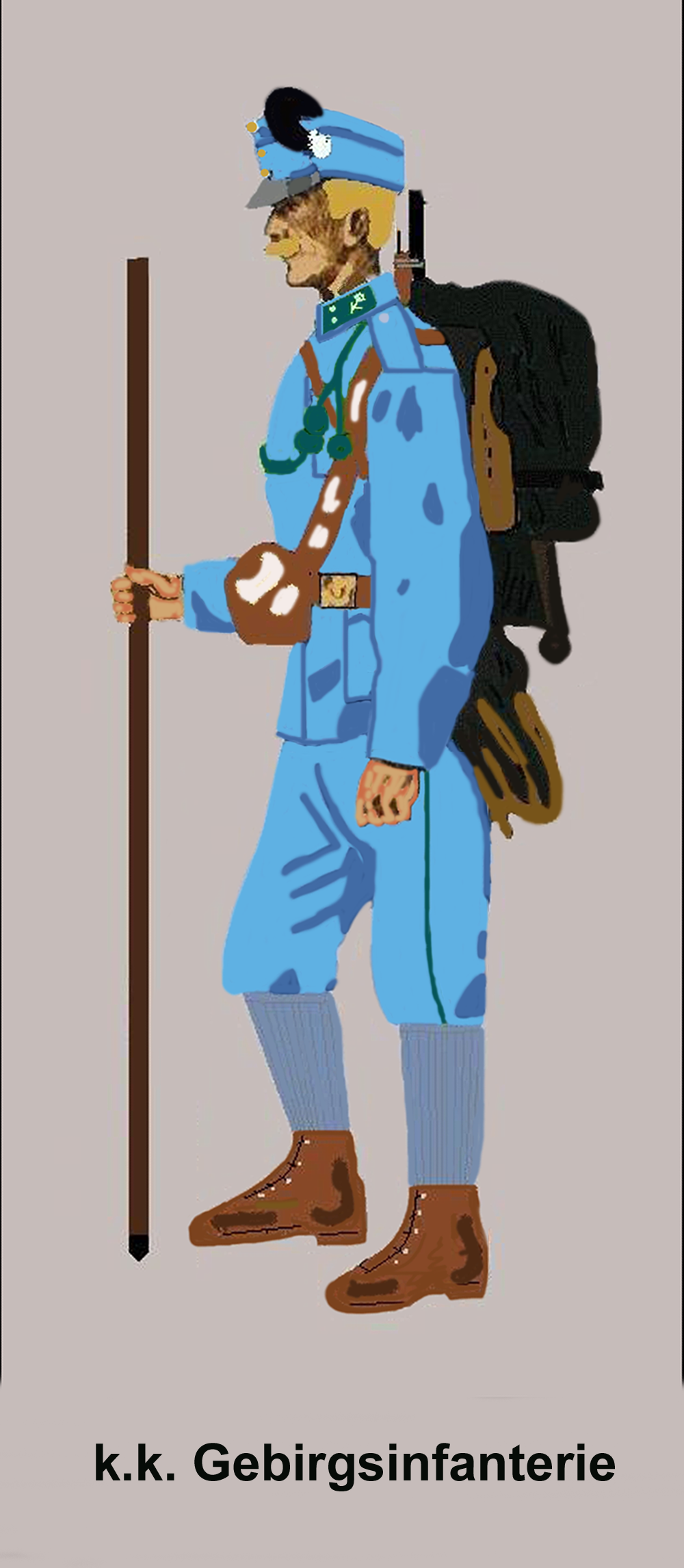
Австро-венгерский горный стрелок (Kaiserschutz), форма 1911 года

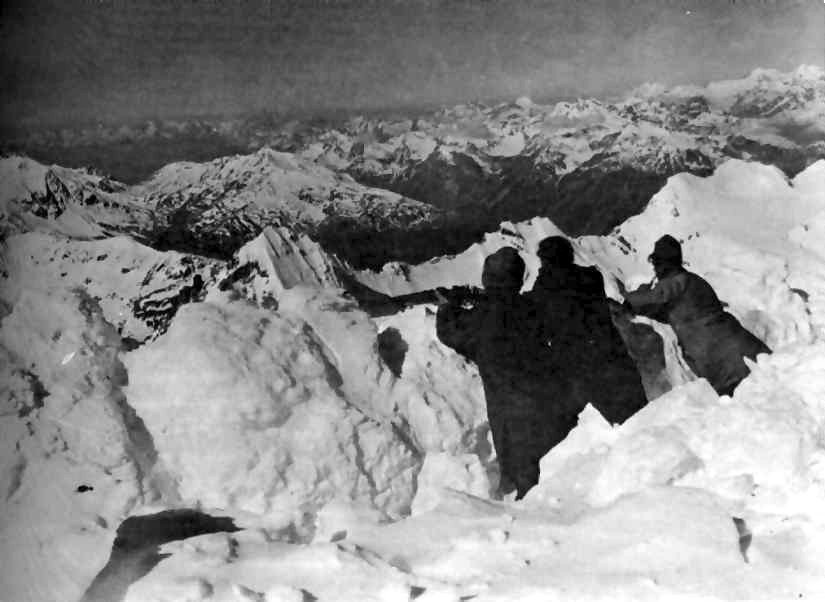
Австро-венгерские альпийские стрелки на высоте 3850 м под вершиной горы Ортлер (Ортлес) в Альпах, 1917 год

## Задачи
В задачу горнострелковых формирований входит ведение боевых действий в горной местности, захват и оборона горных перевалов, осуществление обходных и фланговых манёвров с использованием специального альпинистского снаряжения.

## Тактика
Особенности ведения боевых действий в горах связаны с сильной изрезанностью и перепадом высот линии фронта.
Боевые действия ведутся в основном малыми группами (поскольку горный рельеф зачастую не позволяет разместить большое количество бойцов в одном месте).
Ключевым моментом является контроль над дорогами и тропами через перевалы, что достигается занятием господствующих вершин над перевалами и в отрогах хребтов.
При этом движение подразделений горных стрелков обычно осуществляется не по дну долины, а траверсом склонов, но не по гребням хребтов (что демаскирует бойцов на фоне неба), а ниже их. Но, как показал опыт боевых действий во время Великой Отечественной войны, наиболее защищёнными от миномётного огня являются огневые точки, расположенные прямо на гребне или вершине горы.
Для обхода противника с флангов и тыла широко применяется передвижение групп стрелков через перевалы и по отрогам горных хребтов в соседние долины. Для борьбы с личным составом противника при этом эффективно используются снайперы, занимающие господствующие высоты.
При организации обороны широко используются инженерные заграждения. Во время боёв на Марухском перевале немецкие части даже построили канатную дорогу для доставки боеприпасов, продовольствия и снаряжения.

## Вооружение

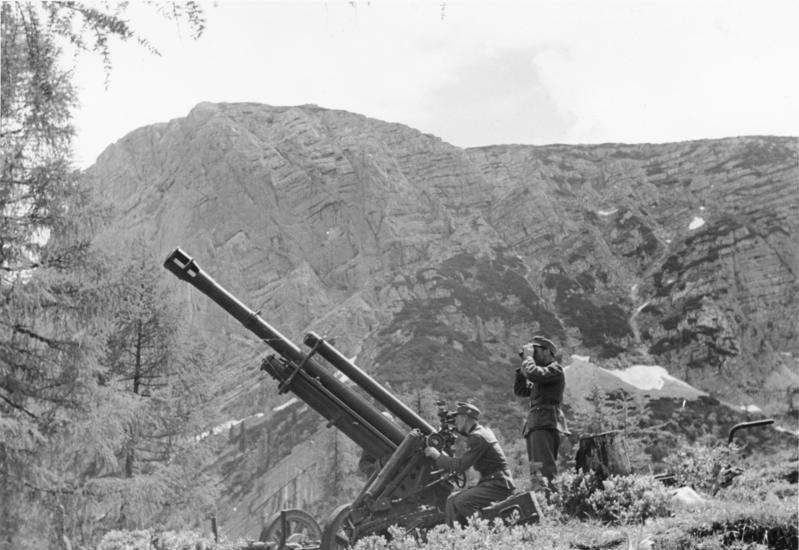
Немецкие альпийские стрелки (егеря) из 1-й горнопехотной дивизии с 105-мм горной гаубицей 10,5 cm Gebirgshaubitze 40 в горах Дахштайна (Австрия), 1941 год

Горные стрелки являются лёгкой пехотой, подготовленной для ведения боевых действий в горах и на пересечённой местности. Такой тип ландшафта исключает возможность использования тяжёлого вооружения (артиллерии большого калибра и танков). Горнострелковые части в большинстве случаев располагают лишь специальными горными орудиями и миномётами, которые возможно перевозить в разобранном виде на вьючных животных либо переносить на себе.
Как правило, горные стрелки вооружены лёгким вооружением (автоматы, снайперские винтовки, ручные и станковые пулемёты, гранатомёты, ручные гранаты, мины и тому подобное) и лёгкими миномётами и орудиями. Но в состав крупных подразделений также может входить и тяжёлое артиллерийское вооружение.
Перед Великой Отечественной войной советские горнострелковые части были вооружены практически тем же вооружением, что и обычные стрелковые. Как пишет А. М. Гусев,

Горнострелковые соединения имели на вооружении специальные орудия, приспособленные для ведения огня в горах, а стрелковое вооружение было обычным, с прицелом, рассчитанным для стрельбы под небольшим углом к горизонту. Это снижало его эффективность, так как в горах приходится вести огонь вдоль крутых склонов, а порой и отвесно вверх или вниз.

Во время Битвы за Кавказ (1942—1943) активно использовались ротные и полковые миномёты, как с немецкой (калибра 50 мм, 81 мм, 105 мм), так и советской стороны (калибра 82 мм и 107 мм), показавшие свою высокую эффективность в горных условиях.
Дополнительно к стрелковому и артиллерийскому вооружению горными стрелками применяется минирование, а также использование взрывчатки для искусственного вызова камнепадов и лавин.

## Специальное снаряжение
Помимо стандартного снаряжения, горные стрелки экипируются специальным альпинистским снаряжением: альпинистскими рюкзаками и палатками, спальными мешками, горными ботинками (ранее использовались отриконенные ботинки, в настоящее время — вибрамы), газовыми горелками для автономного приготовления пищи в условиях высокогорья, кошками, ледорубами, скальными и ледовыми крючьями, альпинистской верёвкой и карабинами, страховочной системой, устройствами для спуска (восьмёркой и аналогичным) и подъёма (жумар) по верёвке, снегоступами или лыжами для ски-альпинизма.
Необходимость переносить на себе в условиях высокогорья всё это снаряжение, помимо вооружения, предъявляет повышенные требования к физической подготовке горных стрелков.

## Горная подготовка

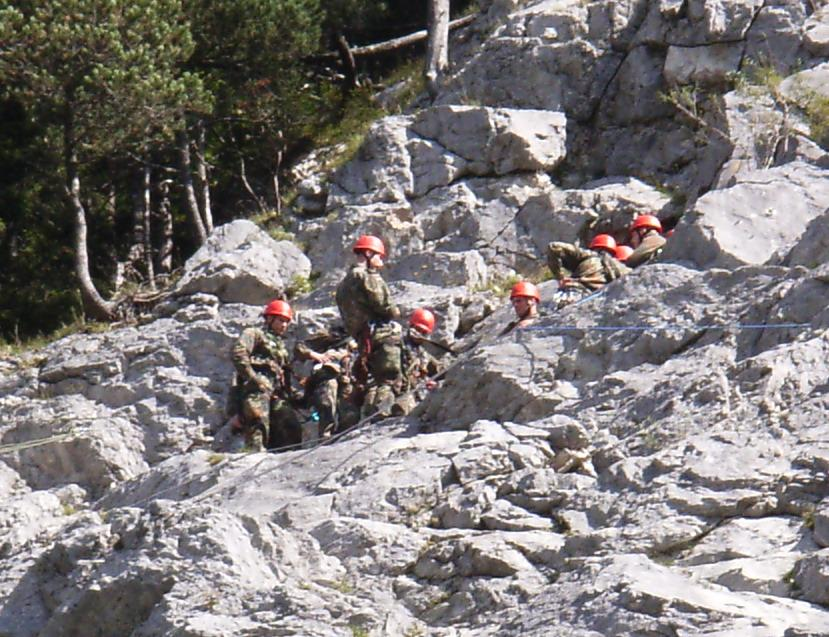
Немецкие горные егеря во время учебных занятий по скалолазанию

Во время боевых действий в горах горные стрелки должны быстро и скрытно преодолевать различные участки рельефа: снег, фирн, лёд, скалы, осыпи и травянистые склоны, а также осуществлять переправы через горные реки.
Подготовка горных стрелков включает в себя элементы альпинистской подготовки (спуск дюльфером, подъём по верёвке и движение по перилам), организацию страховки, горнолыжную подготовку.
При этом, даже несмотря на современное снаряжение, сохраняется опасность гибели от камнепадов и лавин даже во время учебно-тренировочных выходов.
Также горные стрелки обучаются ведению огня под большими углами к горизонту в горных условиях.

## Горные стрелки во Второй мировой войне

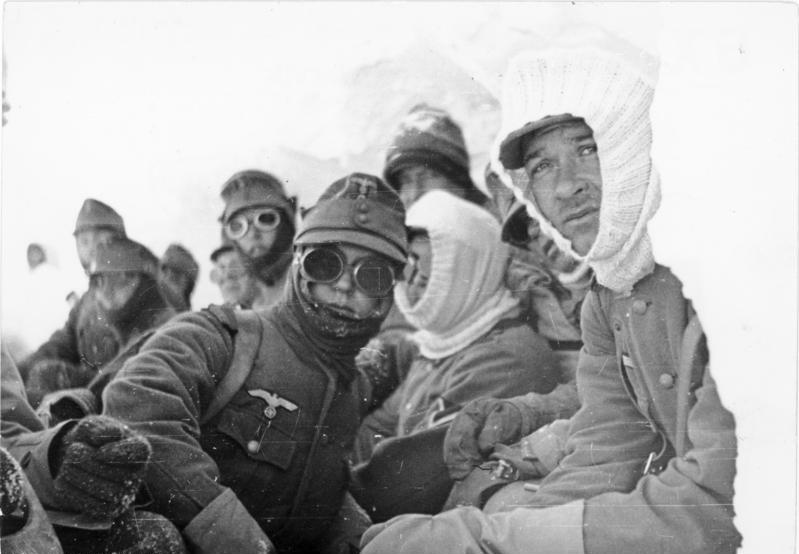
Солдаты 3-й горнопехотной дивизии вермахта. Нарвик. Норвегия

Немецкие горнопехотные части принимали участие во многих кампаниях Второй мировой войны: захвате Львова (СССР), боевых действиях во Франции (1940), Норвегии (1940) и Финляндии, на Балканах (в Греции и Югославии), наступлении на Мурманск, боях на Кавказе и на озере Балатон.
В СССР к началу Великой Отечественной войны (22 июня 1941 года) насчитывалось 19 горнострелковых дивизий. Они принимали активное участие в боевых действиях на различных фронтах, в том числе на Кавказе.
Также в 1940-х годах горнострелковые части были созданы в США, и принимали участие в боевых действиях в Италии.

### Боевые действия на Кавказе в 1942—1943 годах

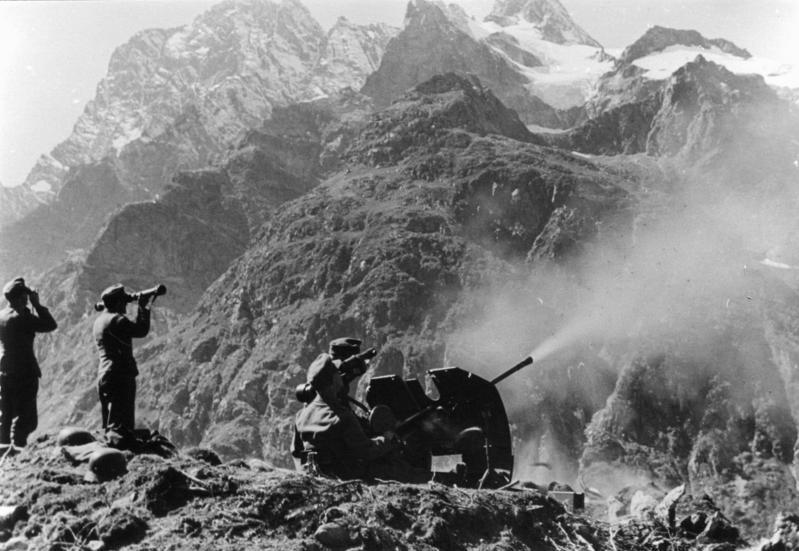
Немецкие горные стрелки 49-го горного армейского корпуса ведут огонь из 20-миллиметрового зенитного орудия в долине Теберды (Кавказ), сентябрь 1942 года

Горнострелковые части, как с немецкой, так и с советской сторон, принимали активное участие в Битве за Кавказ.
Немецкие части имели опыт боевых действий в горах, хорошую подготовку, снаряжение и точные карты местности (многие немецкие военные побывали на Кавказе перед войной в качестве горных туристов и альпинистов).
После начала Великой Отечественной войны представители Всесоюзной секции альпинизма обратились в Генеральный штаб с предложением создать специальную альпинистскую группу для обучения горных частей. Такая группа была сформирована, и альпинисты из неё направлены на Закавказский и Северо-Кавказский фронты, а также в Среднеазиатский военный округ в качестве инструкторов по горной подготовке.

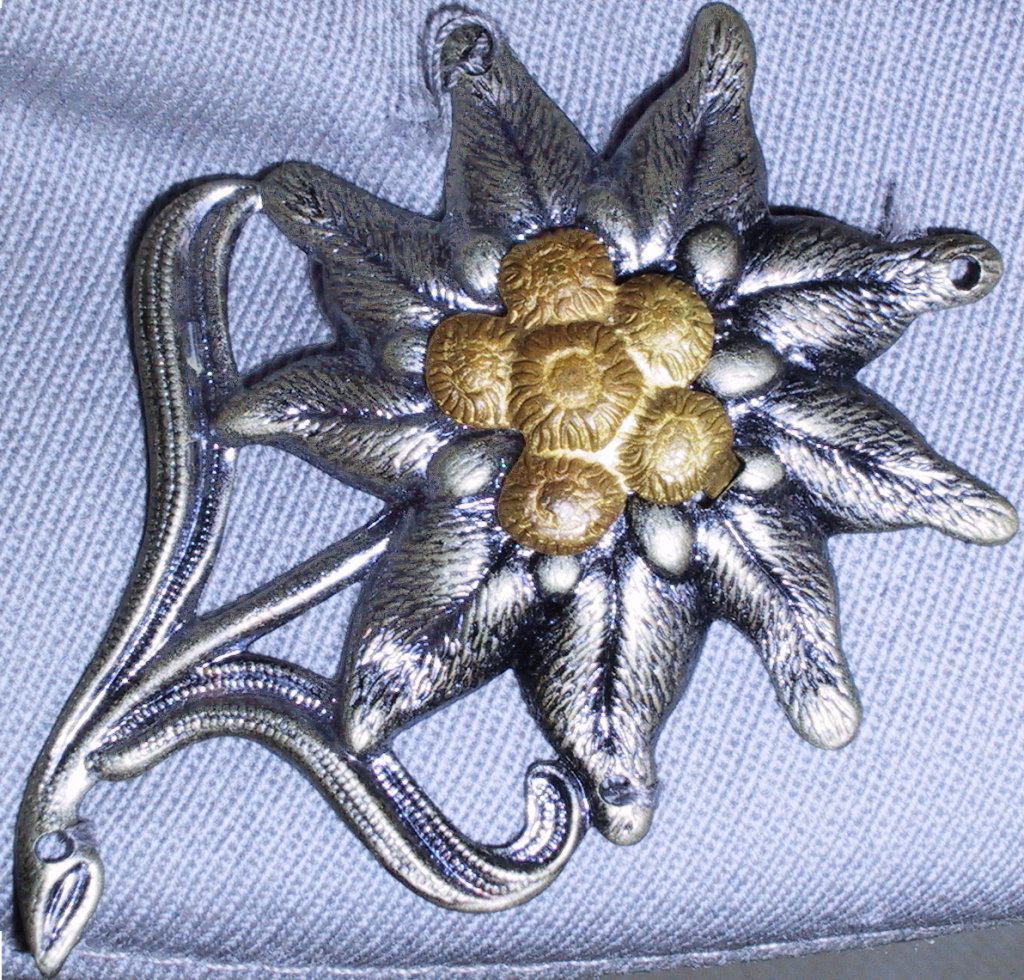
«Эдельвейс». Эмблема 1-й горнопехотной дивизии. (Германия)

Захват высокогорных перевалов Главного Кавказского хребта гитлеровское командование возложило на 49-й горный армейский корпус, которым командовал генерал Конрад. В его подчинении были 1-я («Эдельвейс») и 4-я горнопехотные, 97-я и 101-я лёгкие пехотные дивизии. Помимо немецких войск, в состав наступательной группировки гитлеровцев входили две румынские горнопехотные дивизии.
Оборона Главного Кавказского хребта от Мамисонского перевала до побережья Чёрного моря осуществлялась силами войск 46-й армии Закавказского фронта, имевшей в своём составе несколько горнострелковых дивизий.
Несмотря на наличие горнострелковых частей, советские войска были не очень хорошо готовы к обороне Главного Кавказского хребта. Как пишет А. А. Гречко,

Командующему 46-й армией указывались вероятные направления, по которым может наступать противник. Этой же директивой армии ставились конкретные задачи по прикрытию возможных путей продвижения противника. Однако недостаток сил, вызванный разбросанностью армии на большом фронте, и то, что некоторые наши командиры не придали должного значения подготовке перевалов к обороне, считая Главный Кавказский хребет непреодолимой преградой для противника, привели к тому, что к началу немецкого вторжения на Северный Кавказ перевалы к обороне подготовлены не были. На перевалы заблаговременно и в достаточном количестве не были завезены взрывчатые вещества и другие материалы для устройства заграждений. Направленные в первых числах августа сапёрные подразделения не смогли произвести в требуемом объёме заградительные работы и вынуждены были ограничиться лишь разрушением отдельных участков обходных троп и установкой на дорогах небольшого количества мин. Выдвинутые на перевалы небольшие стрелковые и кавалерийские отряды 3-го стрелкового корпуса, не зная сложившейся обстановки на фронте, при недостаточном контроле со стороны штабов корпуса и армии проявили медлительность в оборудовании позиций.

Были проблемы у советских войск и с организацией разведки на подступах к перевалам с севера. Постоянной связи с выдвинувшимися на перевалы отрядами не было, поскольку имевшиеся радиостанции в условиях гор не обеспечивали надёжной связи.
По словам А. А. Гречко, «к моменту выхода немецких частей к Главному Кавказскому хребту не только северные склоны, но и многие перевалы оказались не занятыми нашими войсками, а занятые перевалы почти не имели оборонительных сооружений».
В середине августа 1942 года начались ожесточенные бои частей 46-й армии Закавказского фронта на перевалах Главного Кавказского хребта, где против них действовал немецкий 49-й горный корпус и две румынские горнопехотные дивизии. К середине августа части дивизии «Эдельвейс» подошли к Клухорскому и Марухскому перевалам и к Эльбрусу.
После ожесточённых боёв немцам удалось захватить ряд важных перевалов Главного Кавказского хребта (Клухорский, Санчарский, Хотютау, Марухский) и «Приют одиннадцати» на Эльбрусе.
Отряд 37-й армии предпринял попытку атаки немецких частей обходом Эльбруса с севера, но при столкновении с крупным немецким отрядом в районе селения Хурзук понёс большие потери и вынужден был отойти в Баксанское ущелье.
Попытка выбить гитлеровцев с «Приюта одиннадцати», предпринятая отрядом капитана Юрченко со стороны Восточной вершины Эльбруса, также не увенчалась успехом, бойцы попали в пургу и были вынуждены повернуть назад.
21 августа 1942 года немецкие альпинисты под командованием гауптмана Гротта водрузили нацистский флаг на вершинах Эльбруса.
Несмотря на то, что в советских войсках было несколько горнострелковых дивизий, до сентября 1942 года горная подготовка этих частей была очень слабой:

Хотя перед войной в горнострелковых войсках и проводились учения, бойцы тренировались в несложных предгорных районах и лишь изредка совершали походы через перевалы и на вершины. Правда, уже в то время в армии достаточно широко был развит альпинизм, но в основном он носил чисто спортивный характер. А ведь горная подготовка для горнострелковых соединений, по существу, является одним из элементов боевой подготовки. Она необходима для успешного ведения боя и в предгорьях, и на перевалах, и на вершинах. Ориентировка, ведение разведки, применение различного рода оружия, сами правила ведения огня — всё это в горах имеет свою специфику. Знание гор позволяет уменьшить потери от естественных опасностей: мороза, лавин, камнепадов, закрытых трещин. Особенно сложны действия в горах в зимних условиях. Чтобы добиться успеха, необходимо владеть горными лыжами, уметь ходить на снегоступах. Ни того, ни другого в горных соединениях не было.

Чтобы успешно противостоять хорошо подготовленным и экипированным немецким горным стрелкам, в августе-сентябре 1943 года было сформировано несколько альпинистских отделений, укомплектованных спортсменами.

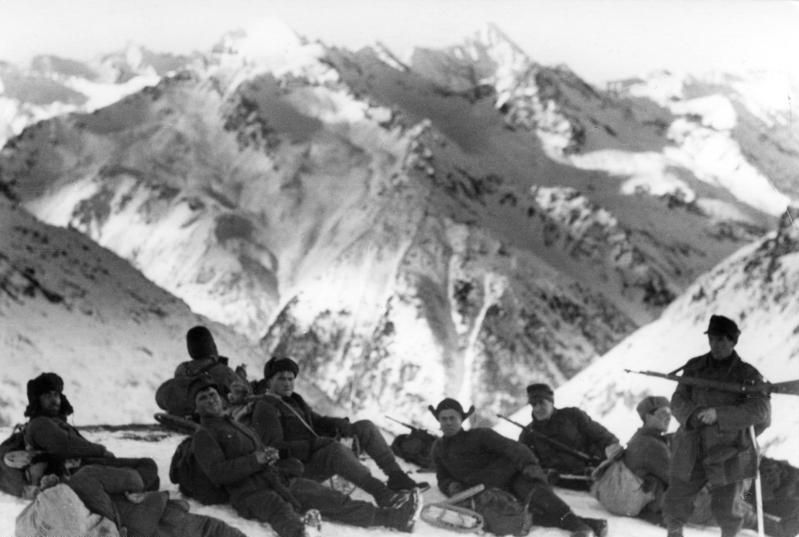
Немецкие горные стрелки в горах Кавказа, декабрь 1942 года

К началу октября 1942 года было сформировано 12 отдельных горнострелковых отрядов (ОГСО), численностью 300—320 человек каждый. Эти отряды состояли из двух рот автоматчиков и одной пулемётно-миномётной роты; были обеспечены полным комплектом специального горного снаряжения (ледорубами, десятизубыми кошками, штормовыми костюмами, горными ботинками, скальными и ледовыми крючьями, лыжами и снегоступами и так далее).
С началом зимы ситуация усложнилась из-за морозов и лавинной опасности, вызвавшей перебои со снабжением, серьёзные потери несли обе стороны.
Обе противоборствующие стороны активно использовали авиацию для разведки и поддержки горных стрелков с воздуха. При этом в авиационной разведке в конце ноября 1942 года в качестве лётчика-наблюдателя несколько раз принимал участие начальник альпинистского отделения военный техник 1-го ранга А. М. Гусев.
Во время второго этапа битвы за Кавказ немецкие войска были вытеснены с перевалов Главного Кавказского хребта.

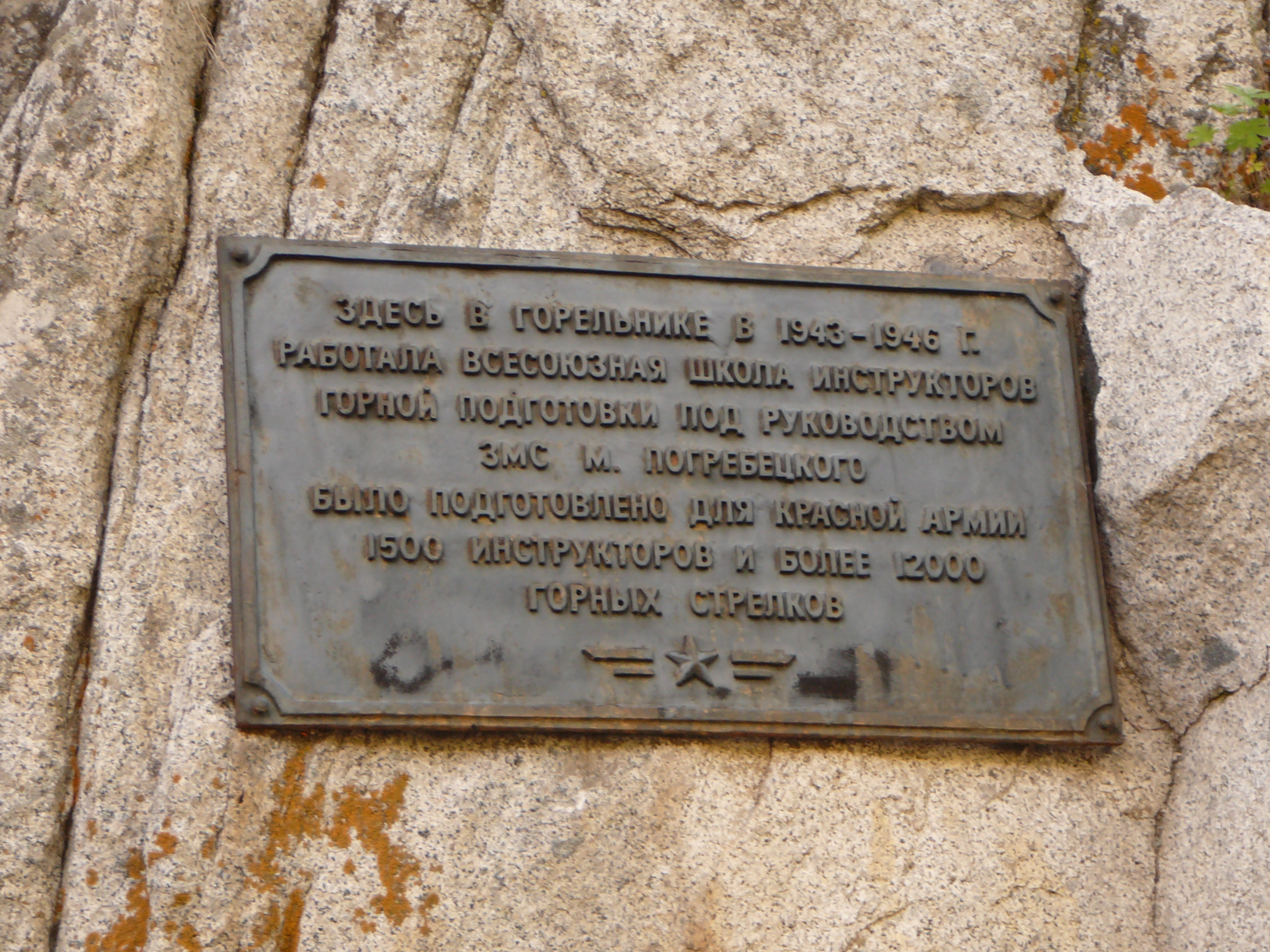
Памятная доска о Всесоюзной школе инструкторов горнострелковой подготовки

В феврале 1943 года группой советских альпинистов из состава 46-й армии были сняты с вершин Эльбруса немецкие флаги и установлены флаги СССР (13 февраля 1943 года советский флаг был водружён на Западной вершине группой под руководством Н. А. Гусака, а 17 февраля 1943 года — на Восточной, группой под руководством А. М. Гусева).
После окончания битвы за Кавказ в 1943 году специальные альпинистские отряды РККА были расформированы, а горнострелковые части участвовали в боевых действиях до конца Великой Отечественной войны.
По итогам битвы за Кавказ 8 марта 1943 года Совнарком принял постановление о создании в горах Заилийского Алатау (Алма-Атинская область КазССР) Всесоюзной школы инструкторов горнострелковой подготовки. Руководство Школой поручили известному советскому альпинисту Михаилу Погребецкому, в 1941—1942 годах возглавлявшему Алма-атинский областной военно-учебный пункт по подготовке горных стрелков, развёрнутый на базе «Горельник». В период с 1943 по 1946 годы возглавляемая им Школа подготовила 1500 горных инструкторов и 12 000 горных стрелков.
Немецкие горнострелковые части использовались не только в горах. Так, 2-я горнопехотная дивизия принимала участие в боях в Лапландии до конца 1944 года, а 6-я горнопехотная дивизия СС «Норд» — в боях на северном участке советско-германского фронта до сентября 1944 года. Обе эти дивизии понесли тяжёлые потери.

## Горнострелковые части во второй половине XX века — начале XXI века

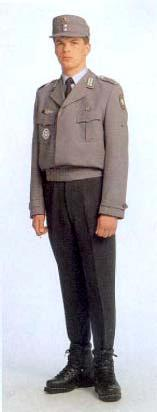
Современный немецкий горный стрелок (Gebirgsjäger)

После окончания Второй мировой войны горнострелковые части участвовали в ряде войн: в Каргильском конфликте между Индией и Пакистаном (1999, во время этой войны боевые действия велись на самых больших высотах — до высоты 5400 м над уровнем моря), в войне НАТО в Афганистане и ещё нескольких локальных конфликтах.
В настоящее время горнострелковые части существуют в России, Германии, Италии, США , Франции,, Швейцарии, Австрии, Польше, Румынии, Индии, Пакистане, Иране, Афганистане и ряде других стран.

## Современные горнострелковые части стран бывшего СССР

### СССР
В СССР после Великой Отечественной войны горнострелковые части были представлены всего лишь одной бригадой, несколькими батальонами и учебным центром альпийской подготовки. В настоящий момент большинство из них расформированы. Из-за незначительной численности горнострелковых подразделений существует распространённое заблуждение, порой появляющееся даже в кругах исследователей военной истории о том, что горнострелковых войск в СССР с середины 1950-х годов не существовало.
Крупнейшим горнострелковым формированием в Советской армии следует считать 68-ю отдельную мотострелковую горную бригаду, дислоцировавшуюся в Оше на юге Киргизской ССР. Из-за наличия в штате бригады кавалерийского эскадрона и транспортной горно-вьючной роты в среде военных это формирование носило неофициальное название 68-я горно-вьючная бригада.
В послевоенное время для действий в Карпатах в СССР предназначалась 128-я гвардейская горнострелковая дивизия (Мукачево, Ужгород). Великую Отечественную войну дивизия встретила как 83-я Туркестанская горнострелковая дивизия, в 1941 году участвовала во вторжении и оккупации северного Ирана, затем воевала на Северном Кавказе, Тамани, Керченском полуострове, участвовала в боях за Севастополь. За боевые заслуги при освобождении Таманского полуострова преобразована в 128-ю гвардейскую горнострелковую дивизию. За героизм, мужество и отвагу, проявленные в боях за Севастополь, дивизия была награждена орденом Красного Знамени, а 315-й полк получил почётное наименование «Севастопольский» (регалии впоследствии перешли к украинскому 15-му горнострелковому батальону Ужгорода). На базе 128-й дивизии в Ужгородском учебном центре велась подготовка подразделений для действий в горах (вождение техники в горах, стрельба с превышением).
Во время боевых действий в Афганистане (1979—1989) из-за фактической нехватки в составе ОКСВА специализированных горнострелковых частей решение задач, свойственных этим подразделениям, также осуществлялось силами частей ВДВ, подразделениями специального назначения и мотострелками.
К примеру, в мотострелковых полках для действий в горах в пешем порядке обычно назначался 1-й мотострелковый батальон (по нумерации внутри полка). Из средств огневой поддержки в горах мотострелки использовали имеющуюся в штате батальона миномётную батарею 82-мм миномётов 2Б14 «Поднос». Были факты применения тяжёлых 120-мм миномётов 2Б11, поднятых мотострелками в пешем порядке на высоту 3000 м над уровнем моря. 30

Специализированными горнострелковыми подразделениями в советских войсках в Афганистане являлись горнострелковые батальоны (3-й горнострелковый батальон — по нумерации внутри полка) в составах 181-го, 177-го и 682-го мотострелкового полков 108-й Невельской мотострелковой дивизии.

### РФ
В ходе боевых действий в Чечне (1994—1996 и 1999—2000), Дагестане (1999) и Грузии (2008) задачи горнострелковых подразделений выполнялись порой даже частями морской пехоты.
Чеченская кампания вскрыла все недостатки в организации подготовки армии к ведению боевых действий в горах. В результате развала СССР на территории России осталось лишь одно из трёх военных училищ, готовивших горных стрелков — Орджоникидзевское общевойсковое командное (расформировано в 1993 году), два других — Ташкентское и Алма-Атинское общевойсковые командные оказались в прилегающих государствах. Младший командный состав отсутствовал и не имел возможности пополнения вплоть до организации новых военных обучающих структур, отсутствие опыта боя в городских условиях привело к трагедии первой чеченской кампании. Необученность высших офицеров осложнила ситуацию. Комплектование частей из местных кадров стало вынужденной мерой. Только коренные изменения в высшем руководстве РФ позволили решить чеченскую и все последующие подобные ситуации.
В 2005 году в РФ были созданы две горнострелковые бригады, расквартированные в Ботлихе (Дагестан) (33-я отдельная мотострелковая бригада (33 омсбр(г)) и Карачаевске (Карачаево-Черкесия) (34-я отдельная мотострелковая бригада (34 омсбр(г)). В 2015 году была создана 55-я отдельная мотострелковая бригада (55 омсбр(г)). Позднее 33-я омсбр(г) была передислоцирована из Ботлиха в Майкоп, лишилась горной специализации, затем в 2016 году передислоцирована в Новочеркасск и расформирована. На основе личного состава 33-й омсбр (г) была развёрнута 150-я мотострелковая дивизия.
29 августа 2001 года в горах у посёлка Красная Поляна в Краснодарском крае был создан Межрегиональный учебный центр спецназа ФСИН (МУЦСН «Красная Поляна»). Здесь проходят горно-тактическую, альпинистскую, высотно-штурмовую, антитеррористическую подготовки офицерские спецподразделения многих силовых ведомств перед выполнением оперативно-боевых задач, как на территории России, так и за рубежом. В МУЦСН «Красная Поляна» совершенствуют командирскую и боевую подготовки начальники и заместители ОСН, начальники штурмовых отделений ОСН. В апреле 2013 года открыта школа снайперов. Кроме того, Центр является боевым резервом для выполнения специфических задач в своей зоне ответственности.
По состоянию на 2022 год, единственным военным вузом РФ, осуществляющим подготовку горных стрелков, является Дальневосточное высшее общевойсковое командное училище.

### Украина

#### Национальная гвардия и МВД
С учетом российского опыта в Чечне, в 1996 году на Украине для действий в условиях Крымских и Карпатских гор в составе Национальной гвардии были сформированы два батальона — горнопехотный батальон «Кобра» и горнострелковый батальон специального назначения «Лаванда». 30 января 2000 года, после расформирования Национальной гвардии, батальоны «Кобра» и «Лаванда» были переданы в состав внутренних войск. В 2003 году «Лаванда» была сокращена до роты за счет расформирования второй роты, комплектовавшейся военнослужащими срочной службы, и подразделений обеспечения; батальон «Кобра» был расформирован.

#### Вооруженные силы Украины
Первым в составе Вооружённых Сил Украины в составе 128-й отдельной мотострелковой бригады (Ужгород) в 2004 году сформирован 15-й отдельный Севастопольский ордена Богдана Хмельницкого горно-пехотный батальон (бывший Севастопольский мотострелковый полк). Батальон использует базу 234-го Ужгородского учебного центра (создан в 1980 году). Во времена СССР здесь проходили горную подготовку подразделения, которые впоследствии направлялись в Афганистан, и подразделения 128-й мотострелковой Туркестанской Краснознамённой дивизии (г. Мукачево).

### Казахстан
С учётом опыта борьбы с исламскими экстремистами, вторгшимися в 2000 году в горные районы Южного Кыргызстана, в 2003 году в вооружённых силах Казахстана был создан Конный горно-егерский батальон (в/ч 91678), расквартированный в Жамбылской области вблизи казахско-кыргызской границы в предгорьях Таласского Ала-Тоу. Личный состав батальона в основном укомплектован контрактниками. Все бойцы батальона проходят горную подготовку и дополнительное обучение верховой езде. Этот батальон является симбиозом двух родов войск — кавалерии и горных стрелков. Наличие лошадей в батальоне, как вьючного транспорта, обеспечивает высокую мобильность и автономность при возможных боевых действиях в горах. В батальоне имеются расчёты кинологов.
Кроме указанного подразделения, в вооружённых силах Казахстана ежегодную горную подготовку проходят бойцы 37-й десантно-штурмовой бригады аэромобильных сил, расквартированной в городе Талдыкоргане. Подготовка проводится на горном полигоне «Коктал».

## Горные стрелки в других странах

### Италия

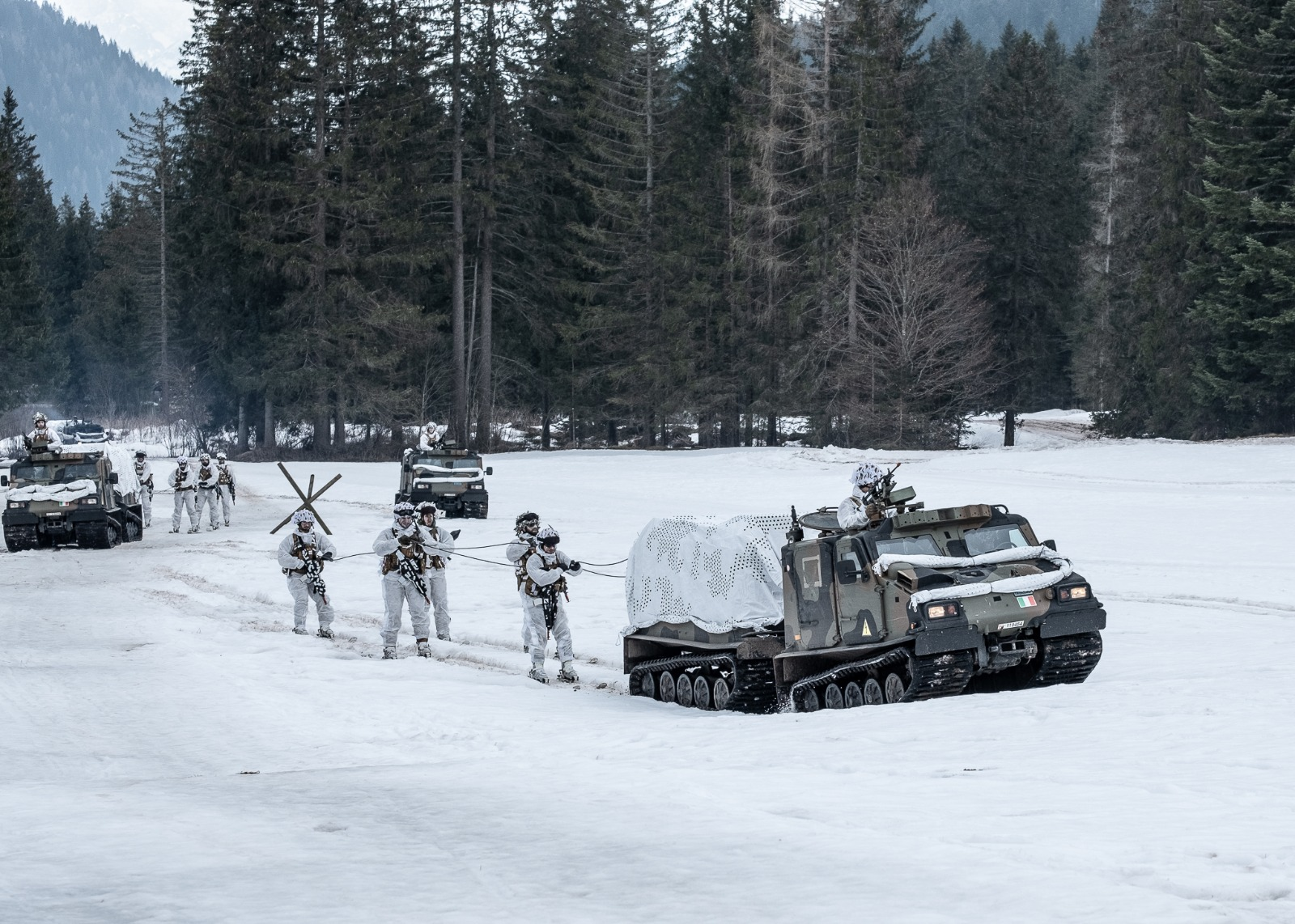
Альпини на лыжах буксируются по снегу двухзвенными вездеходами Hägglunds Bv206 во время учений «Зимняя решимость 2023». 23 марта 2023.

В сухопутных войсках Италии имеется 2-я альпийская дивизия.

### Испания
В сухопутных войсках Испании есть Командование горных войск (Mando de Tropas de Montaña) подчинённых дивизии «Сан-Марсиаль», в котором находится 2 горнострелковых батальона, горнолыжная рота и школа горных войск.

### США
В сухопутных войсках США присутствуют 10-я горнопехотная дивизия и 172-й пехотный полк, специализирующийся на боевых действиях в горах.

### Франция
В сухопутных войсках Франции горнострелковые подразделения сосредоточены в 27-й горнопехотной бригаде и именуются «альпийскими шассёрами».

### Швейцария
В сухопутных войсках Швейцарии до 2018 года находились три горнопехотные бригады (9, 10, 12).

### Индия
Горные войска Индии — самые многочисленные в мире: к июню 2005 года в сухопутных войсках Индии было, кроме прочих, 10 горнопехотных дивизий и 6 отдельных горнопехотных бригад (на 2015 год те же 10 дивизий и 2 бригады).
Это обусловлено протяжённой горной границей Индии на северо-востоке и севере, проходящей по самой высокой в мире горной системе — Гималаям, и непрекращающимся уже 70 лет военным противостояниям, переходящим иногда в вооруженные конфликты, с Пакистаном на северо-западе и севере и с Китаем на северо-востоке.

### Югославия
Горные войска были важной частью сухопутных войск СФРЮ. Гористый рельеф местности на большей части территории страны вынуждал югославское командование развивать горные подразделения. Структура горной бригады ЮНА выглядела следующим образом:
- Штаб
- Разведрота
- Рота военной полиции
- Несколько горных батальонов
  - Штаб батальона
  - Отделение ПВО
  - Несколько горных рот

## Горные стрелки в искусстве

### В кинематографе
- «Белый взрыв» — фильм Станислава Говорухина (1969) о боях на Кавказе с егерями из дивизии «Эдельвейс».
- «Освободители» — документальный цикл телеканала «Россия-1», посвящённый 65-летию Победы над Германией в Великой Отечественной войне и рассказывающий о различных родах и видах войск Красной Армии того времени (7-я серия — «Горные стрелки»).
- «Подснежники и эдельвейсы» — фильм киностудии Арменфильм (1981) о боях на Кавказе.

### В музыке
- В художественном фильме «Вертикаль» звучит «Военная песня» Владимира Высоцкого, известная также как «Баллада об горных стрелках» («Мерцал закат, как сталь клинка…»)

### На русском языке
- Биязи Н. Н. Действия в горах. — М.: Воениздат, 1947.

- Гнеушев В. Г., Попутько А. Л. Тайна Марухского ледника. — М.: Советская Россия, 1971. — 464 с.

- Гречко А. А. Битва за Кавказ. — М.: Воениздат, 1967. — 424 с.

- Гусев А. М. От Эльбруса до Антарктиды. — 2-е изд., доп. и испр.. — М.: Советская Россия, 1985. — 240 с.

- Гусев А. М. Эльбрус в огне. — М.: Воениздат, 1980. — 208 с.

- Тюленев И. В. Через три войны. — М.: Воениздат, 1972. — 240 с.

- Уильямсон Г. Немецкие горнострелковые и лыжные части. 1939—1945. — М.: Издательство АСТ, 2002. — 63 с. — ISBN 5-17-016441-6.

### На других языках
- Heinz von Lichem. Gebirgskrieg, 1915–1918. — Athesia, 1980. — ISBN 8870141756.

- Erwin Rommel. Infantry Attacks. — Greenhill Books, 2006. — 256 с. — ISBN 1853677078.